# Церковь Сорока Мучеников (Переславль-Залесский)
Це́рковь Сорока́ Му́чеников — православная церковь в городе Переславле-Залесском. Административно относится к Переславскому благочинию Переславской епархии.
Церковь находится в устье реки Трубеж в исторической Рыбной слободе на берегу Плещеева озера.
С Плещеева озера на церковь открывается вид, известный по многим открыткам и фотографиям Переславля-Залесского.

## История

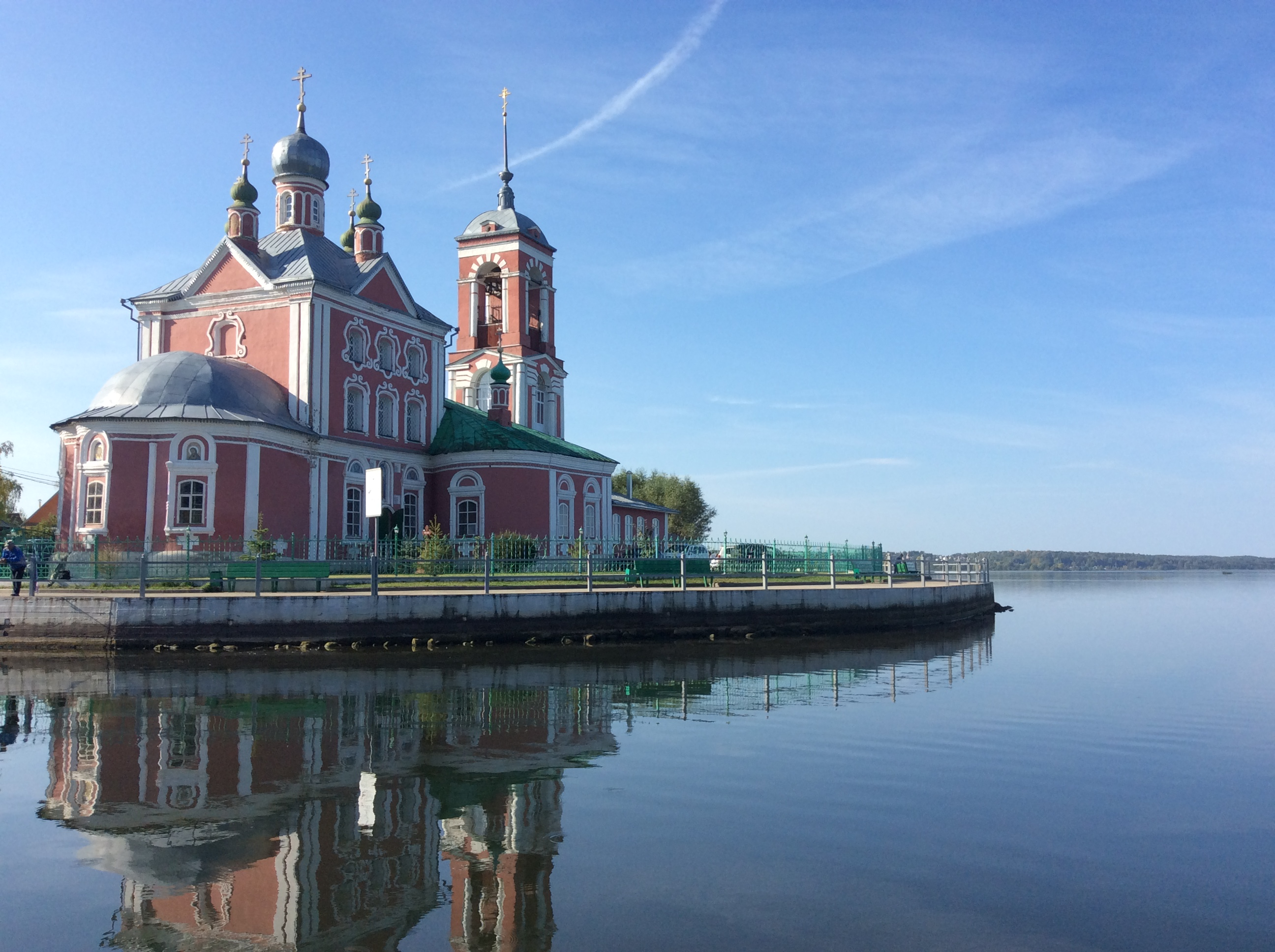
Церковь со стороны реки Трубеж на берегу Плещеева озера

Церковь существовала уже в начале XVII столетия. В патриарших окладных книгах под 1628 годом записано: «церковь святых Четыредесять мученик, на посаде, дани восемь алтын, четыре деньги, десятильничих гривна». В 1652 году при этой церкви была построена другая тёплая церковь и освящена в честь Покрова Пресвятой Богородицы.
В 1726—1727 годах обе церкви оказались ветхи, служить в них стало невозможно, и по просьбе священника Ивана Стефанова с прихожанами разрешено было устроить новые деревянные же церкви, которые в 1728 году были устроены и освящены. Холодная церковь была освящена в то же наименование, а тёплая в честь Рождества Пресвятой Богородицы.
Вместо этих двух деревянных церквей в 1755 году на средства московских купцов Максима и Ивана Щелягиных построен каменный храм, ныне существующий. Престолов в нём два: в холодной в честь Сорока Севастийских мучеников, а в приделе тёплом в честь Рождества Пресвятой Богородицы.
Церковь Сорока Мучеников – редкий пример провинциального приходского храма в стиле «елизаветинского барокко». Храм построен по традиционной трёхчастной схеме XVII века, но декорирован в соответствии с неким общим представлением о новых барочных веяниях.
В советское время храм был закрыт в 1938 году и использовался для хранения рыболовных снастей и сетей. В 1960-х годах была проведена внешняя реставрация церкви. Храмовое здание вернули Ярославской епархии в январе 1989 года, на праздник Крещения малое освящение храма совершил архиепископ Ярославский и Ростовский Платон.